# Johann Heinrich von Oldenburg
Johann Heinrich von Oldenburg († nach 1779) war ein preußischer Major und Regimentschef des I. Stehenden Grenadier-Bataillons.

## Leben
Er war Angehöriger des verbreiteten Adelsgeschlechts von Oldenburg und diente als Offizier in der Preußischen Armee. Der König trug ihm am 24. Juni 1778 das vakant gewordene Grenadierbataillon „von Rohr“ auf. Diesem stand er bis 1779 als Regimentschef vor und nahm so aktiv am Bayerischen Erbfolgekrieg teil.